# Афанасий (Пархомович)
Архиепи́скоп Афана́сий (в миру Василий Михайлович Пархомович; 1 января 1828, село Хомутец Миргородского уезда Полтавской губернии — 5 сентября 1910) — епископ Православной Российской Церкви; с 12 ноября 1894 года архиепископ Донской и Новочеркасский.

## Биография
Родился в семье священника Полтавской епархии; окончил Полтавскую духовную семинарию (в Переяславе); в 1853 году — Киевскую духовную академию со степенью кандидата богословия и был назначен инспектором Кишинёвского духовного училища; в 1856 году — смотрителем последнего.
29 августа 1858 года рукоположён во пресвитера. С 1860 года — законоучитель Кишинёвской мужской гимназии; священник Андреевской церкви при Кишинёвской мужской и женской гимназиях.
19 февраля 1871 года возведён в сан протоиерея.
С 30 декабря 1875 года — исполняющий должность ректора Кишинёвской семинарии; с 8 февраля 1885 год — ректор. В 1880 году овдовел, оставшись с 5 детьми.
9 марта 1885 года епископом Аккерманским, викарием Кишинёвской епархии, Августином (Гуляницким) пострижен в монашество с именем Афанасий, в честь Афанасия I, Патриарха Константинопольского; 17 марта возведён в сан архимандрита.
20 апреля 1885 года назначен епископом Новгород-Северским, викарием Черниговской епархии, и настоятелем Елецкого Черниговского монастыря; 9 июня в Александро-Невской лавре состоялась его епископская хиротония, которую возглавил митрополит Санкт-Петербургский Исидор (Никольский).
4 марта 1889 года назначен епископом Сарапульским, викарием Вятской епархии, с местопребыванием в Сарапуле.
8 ноября 1891 года назначен епископом Екатеринбургским и Ирбитским.
12 ноября 1894 года перемещён на Донскую и Новочеркасскую кафедру с возведением в сан архиепископа. Открыл в Новочеркасске отделение Императорского Православного Палестинского общества, в каковом отделении председательствовал.
16 сентября 1908 года уволен на покой с пребыванием в Гербовецком Успенском монастыре Кишинёвской епархии (Бессарабия), где скончался 5 сентября 1910 года.